# كاميلا بانوس
كاميلا بانوس (بالإنجليزية: Camila Banus)‏ (من مواليد 22 يوليو 1990 في ميامي بيتش، فلوريدا) ممثلة أمريكية اشتهرت بعد أدائها دور غابي هيرنانديز في مسلسل أيام حياتنا من 4 أكتوبر 2010 إلى 12 يونيو 2014.
لعبت بانوس أيضًا شخصية لولا مونتيز في حياة واحدة للعيش من أكتوبر 2008 إلى مايو 2009. وكان لها دور منتظم في برنامج ستار في الموسم الثالث.

## روابط خارجية
- كاميلا بانوس على موقع IMDb (الإنجليزية)
- كاميلا بانوس على موقع ألو سيني (الفرنسية)
- كاميلا بانوس على موقع قاعدة بيانات الفيلم (الإنجليزية)